# Хайта
Хайта — село в Усольском районе Иркутской области России. Входит в состав Мишелевского муниципального образования.

## География
Село находится на расстоянии примерно 47 км к юго-западу от Белореченского, административного центра района.

## Население
| 2002 | 2010 | 2011 | 2012 |
| ---- | ---- | ---- | ---- |
| 618  | ↗714 | →714 | ↘709 |

### Половой состав
По данным Всероссийской переписи, в 2010 году в селе проживало 714 человек (364 мужчины и 360 женщин).

## Известные уроженцы
- Кузьмин, Сергей Владимирович (род. 1955) — советский футболист.